# Brittany Hudak
Brittany Hudak (* 2. Juni 1993 in Prince Albert, Kanada) ist eine kanadische Para-Biathletin und Skilangläuferin. 

## Leben
Brittany Hudak wurde mit nur einem Arm geboren. Sie nahm an Cross-Country-Läufen teil und machte Leichtathletik. Im Alter von 18 Jahren wurde sie 2011 von einer ehemaligen Teamkollegin mit dem paralympischen Skisport bekannt gemacht. Sie begann mit Wettkämpfen in Saskatchewan. 2019 schloss sie ihr Studium der Sozialarbeit an der University of Regina ab. Abseits der Skipisten hat Hudak während der gesamten Pandemie zusätzlich zu ihrem Skitraining als Jugend- und Familienbetreuerin in Calgary gearbeitet. 

## Karriere
2014 schaffte sie den Sprung ins kanadische Team für die Winter-Paralympics 2014 in Sotschi, Russland. 2014/15 war sie Weltcup-Gesamtsieger im Para-Langlauf. Im Dezember 2017 gewann sie als Teil des Teams Canada Bronze beim Para-Nordic World Cup. Bei den Winter-Paralympics 2018 in Pyeongchang holte sie eine Bronzemedaille beim 12,5-Kilometer-Biathlon der Frauen, was ihre erste paralympische Medaille war. Bei den Winter-Paralympics 2022 in Peking gewann sie Bronze im Biathlon über 12,5 km und im 15-km-Langlauf klassisch. 2023 bei den Weltmeisterschaften im schwedischen Östersund gewann sie im Biathlon über 7,5 km Silber und über 10 km Bronze. Ebenfalls Bronze gewann sie im Skilanglauf über 18 km.